# Joseph Meister

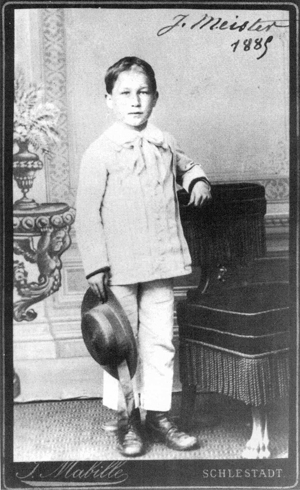
Joseph Meister in 1885

Joseph Jean Baptiste Meister (Parijs, 21 februari 1876 - aldaar, 24 juni 1940) was de eerste persoon die volledig tegen hondsdolheid werd ingeënt.

## Aanval
De familie Meister was van de Elzas naar Parijs verhuisd, zoals zoveel Elzassers in de 19e eeuw. Vader Joseph Antoine Meister werkte er als bakker. In 1877 verhuisde het gezin naar het geboortedorp van de moeder, Steige, dat toen onder Duitse heerschappij stond. De vader van Joseph Meister opende daar een bakkerij.
Op de ochtend van 4 juli 1885 werd de negenjarige Joseph aangevallen door een jachthond, die hem in de rechterhand beet en - nadat de jongen viel - ook in de benen. Ook de eigenaar van de hond, Théodore Vonné, werd gebeten.  De wonden van het kind werden gewassen en ontsmet. Door een dierenarts werden hooi, stro en stukjes hout in de maag van de gedode hond gevonden, wat toen als een zeker teken van hondsdolheid werd beschouwd. 

## Behandeling
De ouders van Joseph brachten hun zoon naar Parijs. Louis Pasteur had een procedure ontwikkeld voor vaccinatie tegen hondsdolheid die werkte in dierproeven met honden maar nog niet succesvol was getest op mensen. De behandeling vereiste herhaalde injecties met een emulsie uit het ruggenmerg van een konijn dat was overleden aan hondsdolheid. De volgende dagen kreeg de jongen in totaal 13 spuiten met steeds verser wordend ruggenmerg. Joseph Meister bleef tot 27 juli onder medisch toezicht van dokter Grancher in Parijs, waarna hij terugkeerde naar de Elzas. Vanaf 20 augustus wist Pasteur zeker dat de jongen geen hondsdolheid kreeg.  
Zijn geval geldt als het eerste gepubliceerde geval van een succesvolle inenting tegen hondsdolheid. Maar omdat het kadaver van de hond niet was bewaard, was er geen wetenschappelijke zekerheid of de hond wel was besmet met hondsdolheid. 

## Verdere leven
Joseph Meister leerde hij het bakkersvak van zijn vader. Op 20-jarige leeftijd deed hij dienst in het Duitse leger. Sinds zijn broer Léon de vaderlijke bakkerij overnam, zocht hij werk in een bakkerij in Weiler en trouwde uiteindelijk in 1903 met de dochter van de eigenaar. Hij erfde de bakkerij maar de zaken gingen slecht en in 1912 werd de bakkerij verkocht. Joseph Meister wendde zich tot het Pasteur-instituut, waar men hem de baan van conciërge gaf. 
Bij het begin van de Tweede Wereldoorlog bezetten Duitse troepen Parijs. Meister had zijn vrouw en dochters weggestuurd uit Parijs voor de invasie begon om ervoor te zorgen dat ze in veiligheid waren. Hij bleef achter in Parijs om op het Pasteur-instituut te passen. Tien dagen na de invasie pleegde Meister zelfmoord door zichzelf te vergiftigen met behulp van het gas van een gasfornuis. Hij deed dit omdat hij dacht dat zijn gezin was omgekomen door de nazi's, echter kwam zijn gezin enkele uren nadat hij zelfmoord had gepleegd thuis.
1. ↑  (en) Karen Harris, The Life and Death of Joseph Meister. History Daily. Gearchiveerd op 28 augustus 2023. Geraadpleegd op 8 augustus 2022.